# Harilaos Metaxa
Harilaos Metaxa (n. 10 iulie 1888, Urziceni, România - d. 12 aprilie 1944, București) a fost un arheolog român.

## Viața și activitatea
Harilaos Metaxa s-a născut la Urziceni în 10 Iulie 1888. A fost unul dintre cei mai apropiați colaboratori ai lui Vasile Pârvan, alături de care s-a ocupat de săpăturile de la Ulmetum și Histria. Studiile superioare le-a urmat la București, devenind în anul 1927 asistent universitar. În cariera sa a fost și asistent la Muzeul Național de Antichități.

## Titluri / Distincții
- Membru al Academiei Pontificala Romana (de Arheologie), al Academiei germane de Arheologie și al Academiei de Științe din Lisabona.
- Premiul „V. Pârvan“ al Academiei Române (1932).[2]

## Opera
Printre lucrările sale importante se numără: Ephemeris Dacoromana și Dacia. Alte articole: Plumburile de marca din Tomis, în BCMI, VIII (1915), p. 31 -40; Inventaire des derniers vestiges romains du tresor de Poiana Gorj, in „Dacia”, VII-VIII (1941), p. 216.